# Cry for a Shadow
«Cry for a Shadow» (с англ. — «Плач о тени» или Плач о группе The Shadows) — инструментальная рок-композиция группы «Битлз».

## История записи
Композиция была записана 22 июня 1961 года в Гамбурге в то время, когда группа (ещё под названием The Beat Brothers) сотрудничала с Тони Шериданом, и является первой профессионально записанной композицией «Битлз». Её авторами являются Джордж Харрисон и Джон Леннон, стиль композиции копирует стиль группы The Shadows (в то время — наиболее влиятельной инструментальной рок-группы Великобритании), в связи с чем её название представляет собой труднопереводимую игру слов. В композиции имеются имитации соло-гитары Хэнка Марвина, типичные для The Shadows мелодические басовые партии, а в средней секции имеется даже знаменитый крик в стиле Джета Харриса. Несмотря на то, что отношение «Битлз» к The Shadows было сдержанным, в то время они исполняли отдельные их композиции (например, «Apache») на своих концертах, так как они пользовались популярностью.
В записи участвовали:
- Джордж Харрисон — соло-гитара
- Джон Леннон — ритм-гитара
- Пол Маккартни — бас-гитара
- Пит Бест — ударные

Каких-либо слов композиция не содержит, в ней имеются лишь отдельные выкрики и визг (по-видимому, Леннона и Маккартни). Данная композиция является единственной в творчестве «Битлз», авторство которой приписано лишь Леннону и Харрисону.

## История издания
Первоначально планировалось, что композиция будет опубликована на стороне «Б» сингла Тони Шеридана Why, однако в итоге данный сингл не был опубликован. В начале 1964 года, когда «Битлз» уже стали популярны, звукозаписывающая компания Polydor решила всё же выпустить данный сингл, поменяв местами композиции (таким образом «Cry for a Shadow» оказалась на стороне «А»). Сингл вышел в начале 1964 года: в Австралии — 13 февраля, в Великобритании — 28 февраля, в Германии — в марте.
В 1995 году композиция была выпущена в составе альбома-сборника Anthology 1.